# Hirvisaari (ö i Södra Karelen, Villmanstrand, lat 61,11, long 28,29)
Hirvisaari är en ö i Finland. Den ligger i sjön Saimen och i kommunen Villmanstrand i den ekonomiska regionen  Villmanstrands ekonomiska region  och landskapet Södra Karelen, i den södra delen av landet, 210 km nordost om huvudstaden Helsingfors. Öns area är 1,79 kvadratkilometer och dess största längd är 2,1 kilometer i sydöst-nordvästlig riktning.